# Mîtcenkî, Bahmaci
Mîtcenkî (în ucraineană Митченки) este o comună în raionul Bahmaci, regiunea Cernihiv, Ucraina, formată numai din satul de reședință.

## Demografie
Componența lingvistică a comunei Mîtcenkî
     Ucraineană (98,58%)
     Alte limbi (1,41%)
Conform recensământului din 2001, majoritatea populației comunei Mîtcenkî era vorbitoare de ucraineană (98,58%), existând în minoritate și vorbitori de alte limbi.